# C-13
La carretera C-13, también conocida como Eje del Pallars, es una carretera de la Red Básica Primaria de Cataluña a través de los Pirineos en Cataluña, España; une Segriá con Pallars Sobirá, atravesando las comarcas de Segriá, Noguera, Pallars Jussá y Pallars Sobirá.
Con una longitud de 160,3 km, comienza en Lérida, donde enlaza con la LL-11, la N-240, la LL-12 y la N-230 (el antiguo inicio, está a la altura del cementerio de Lérida de allí salían las 3 carreteras hacia el Pirineo, hacia Barcelona y hacia Tarragona, y finaliza en el pueblo pallarés de Esterri de Aneu, donde enlaza con la C-28. Atraviesa los términos municipales de Lérida, Alcoletge y Villanueva de la Barca, el Segriá, Termens, Vallfogona de Balaguer, Balaguer, Vallfogona de Balaguer nuevo, Asentiú, Camarasa, Vilanova de Meyá y Camarasa nuevo, en Noguera, Castell de Mur, Talarn, Tremp, Talarn otro golpe, Salás del Pallars y Puebla de Segur (donde enlaza con la N-260), en El Pallars Jussá, Bajo Pallars, Soriguera, Sort (donde enlaza con el otro tramo de la N-260), Rialp, Llavorsí, La Guingueta, Espot, La Guingueta nuevo y Esterri de Aneu, en Pallars Sobirá.
Entre Puebla de Segur y Sort solapa con la N-260. Se trata en su mayor parte de una carretera convencional de calzada única; sólo los primeros kilómetros tiene calzada desdoblada.
Sus primeros kilómetros corresponden a la variante sur de Lérida, los cuales son 5 km, y después tiene 4,5 km que corresponden a la variante de Villanueva de la Barca.

## Ruta
La carretera une la capital comarcal Lérida con Balaguer y el valle oriental del río Noguera Pallaresa al norte de Tremp. Comparte recorrido con parte de la N-260, un recorrido este-oeste a través de los Pirineos, y sigue el trazado de la Línea Lérida-Puebla de Segur hasta Puebla de Segur.

## Historia
La circunvalación de Villanueva de la Barca se inauguró en abril de 2014, permitiendo que el tráfico procedente de Lleida y Balaguer evitara la población. Esto incluyó un viaducto de 430 metros sobre el río Corb, que contenía 11 secciones separadas de 30-45 metros cada una. El coste total fue de 49 millones de euros y se enmarca en un proyecto global de mejora del transporte entre Lleida y Balaguer.
El 1 de abril de 2018, tras el referéndum de independencia de Cataluña de 2017, un tramo de la carretera de Termens fue ocupado temporalmente por protestas de los Comités de Defensa de la República que se oponían al pago de peajes en Cataluña al gobierno español. Los manifestantes ocuparon las cabinas de peaje y desmantelaron las barreras, permitiendo a los conductores viajar sin pagar.
En diciembre de 2019, se cerró un tramo de la carretera después de que un desprendimiento de rocas en Llavorsí bloqueara la carretera. La remoción de escombros tomó dos días. El cierre afectó a los veraneantes de esquí que se dirigían a estaciones como Espot Esquí, que estuvieron varias horas atrapados. Se han cancelado numerosas reservas en los resorts, según ha informado el presidente de la Federación de Hostelería de Lleida.
El límite de velocidad de la carretera en el tramo de Lleida a Esterri de Aneu se redujo en 2019 a 90 km/h como parte de un cambio de política en las carreteras de Cataluña para mejorar la seguridad de las carreteras de una sola calzada con un bordillo de menos de 1,5 metros.

## Enlaces
| Identificador | Salida                 | Localidades que enlaza                               | Carreteras que enlaza |
| ------------- | ---------------------- | ---------------------------------------------------- | --------------------- |
| C-13          | 1A Sentido Albatárrech | C-12 Tortosa Zaragoza E-90 AP-2 Barcelona Tarragona  | LL-12                 |
| C-13          | 1B                     | Lérida La Bordeta (sur)                              | C-230a                |
| C-13          | 3                      | Lérida La Bordeta (norte) Artesa de Segre            | L-702                 |
| C-13B         | 5 Sentido LL-11        | Andorra N-240 Tarragona Lérida                       | C-13                  |
| C-13B         | 6 Sentido Albatárrech  | Borjas Blancas Tarragona CIM Lérida Camí dels Frares | N-240                 |
| C-13B         |                        | Lérida Alamús A-2 Mollerusa Barcelona                | LL-11                 |

| Identificador | Salida | Localidades que enlaza           | Carreteras que enlaza |
| ------------- | ------ | -------------------------------- | --------------------- |
| C-13          | 17     | Villanueva de la Barca           | C-13z                 |
| C-13          | 19     | Termens Balaguer Andorra Bellvís | C-13/199c             |